# Herman Gardarfve
Herman Olof Allan Gardarfve, född 31 juli 1991 i Västerhejde församling i Gotlands län, är en svensk låtskrivare och musikproducent. 
Tillsammans med Melanie Wehbe och Patrik Jean har han varit med och skrivit och producerat två vinnarlåtar till Idols finaler, "Treading Water" som Chris Kläfford vann med 2017 och "Rain" som Tusse Chiza vann med 2019. Trion är även låtskrivare till låten "Move" som vann Melodifestivalen 2020 med gruppen The Mamas.

## Diskografi

### Singar
- 2016 – Run.
- 2016 – This City.

## Låtar
- 2014 – Just For A Minute (tillsammans med Kristoffer Eriksson och Robin Bengtsson).
- 2014 – My Oh My (tillsammans med Lauren Dyson och Robin Bengtsson).
- 2014 – Nothing In Return  (tillsammans med Robin Bengtsson).
- 2016 – Run. Skriven tillsammans med Robin Lindvall.
- 2017 – Treading Water (tillsammans med Melanie Wehbe och Patrik Jean).
- 2018 – Liar (tillsammans med Alexander Tidebrink och Robin Bengtsson).
- 2019 – Rain (tillsammans med Melanie Wehbe och Patrik Jean).
- 2020 – Yes, I Will Wait.
- 2021 – Rains.

### Melodifestivalen
- 2020 – Move (tillsammans med Melanie Wehbe och Patrik Jean).
- 2021 – Tears Run Dry (tillsammans med Patrik Jean och Melanie Wehbe).
- 2021 – Best of Me (tillsammans med Efraim Leo, Amanda Björkegren och Cornelia Jakobs).
- 2023 – All My Life (Where Have You Been) (tillsammans med Patrik Jean, Wiktoria Johansson och Melanie Wehbe).
- 2023 – For the Show (tillsammans med David Lindgren Zacharias och Melanie Wehbe).
- 2023 – Gorgeous (tillsammans med Malin Halvardsson, Axel Schylström och Jonas Thander).
- 2025 – Hate You So Much (tillsammans med Lisa Desmond och Saga Ludvigsson som även framförde låten)